# Pergagrapta
Pergagrapta – rodzaj błonkówek z rodziny Pergidae.

## Taksonomia
Rodzaj Pergagrapta został opisany w 1939 roku przez R. Bensona. Gatunkiem typowym jest Perga bella. Wcześniej, w 1898 roku William Harris Ashmead opisał go pod nazwą Pseudoperga (gat. typ. Perga polita). Nazwa ta okazała się homonimem rodzaju Pseudoperga opisanego przez F. Guérin-Méneville w 1845. Odkrył to D. Smith w 1978 roku.

## Zasięg występowania
Przedstawiciele tego rodzaju występują w Australii oraz Papui-Nowej Gwinei.

## Systematyka
Do  Pergagrapta zaliczanych jest 14 gatunków:
- Pergagrapta bella
- Pergagrapta bensoni
- Pergagrapta bicolor
- Pergagrapta castanea
- Pergagrapta condei
- Pergagrapta esenbeckii
- Pergagrapta glabra
- Pergagrapta gravenhorstii
- Pergagrapta latreillii
- Pergagrapta owanda
- Pergagrapta polita
- Pergagrapta sonoda
- Pergagrapta spinolae
- Pergagrapta turneri